# Magí Pers i Ramona
Magí Pers i Ramona (Vilanova i la Geltrú, Garraf 1803 - Barcelona, 2 de gener de 1888) fou un escriptor i sastre d'ofici.
Fill d'Antoni Pers (o Perris), pagès, i de Francesca Ramona. Fill d'una família de la burgesia acomodada, nascut en una masia a la rodalia de Vilanova, seguí la professió de sastre. El 1821 anà a Cuba (segons sembla, a més de la voluntat de prosperar, la decisió tingué una motivació política com en altres vilanovins d'adscripció liberal que emigraren en aquests anys), on assolí de fer una regular fortuna establint un taller de sastreria. Durant aquesta estada a Cuba va escriure al diari El Eco del Comercio alguns articles d'ordre moral i polític amb el pseudònim de "Nuevo Fígaro", coetani al de "Figaro" que usava Mariano José de Larra, a qui tenia per model. De nou a Barcelona, obrí una escola de sastreria, publicà Arte de sastreria (1836), el primer tractat sobre aquesta matèria, amb vuit gràfics explicatius, i dirigí la publicació El agente de los Sastres (1846).
Amic de Marià Cubí, fou dels seus més destacats deixebles en el camp de la frenologia: fou president honorari de la societat frenològica de Vilanova i la Geltrú (1850), fundà i dirigí la Revista Frenológica (1852-54) i publicà Manual de frenología al alcance de todos...(1849), escrit amb mires altruistes perquè els pares de família poguessin dirigir amb encert la criança i l'educació dels fills, orientant-los físicament i intel·lectualment.
Molt interessat per la llengua i la literatura catalanes, publicà tota una sèrie d'interessant treballs: Gramàtica catalana-castellana...adornada amb exemples de bons autors(1847), Bosquejo histórico de la lengua y literatura catalana...(1850), que amplià a Historia de la lengua i literatura catalana...(1857), primer intent de sistematització i d'individualització de la literatura catalana –presentada fins aleshores com a apèndix de la provençal-, que recull les teories de Masdéu, Bestero, etc.: traduí al castellà el poema anònim Lo Temple de la Glòria (1842) i el de Rubió i Ors Los catalanes en Grècia; publicà la tragi-comèdia de Francesc Fontanella Amor, fermesa i porfia amb el títol de Lo Robo de Filis (1863), que havia traduït i publicat anteriorment en castellà (1862).
Altres obres seves són Emancipación poética...(1845), tractat de versificació, Cartilla de la ciencia poética al alcance de todos (1848), El instructor de las clases jornaleras...(1862) i La isla de Cuba, o sea algunas consideraciones sobre las reformas políticasy económicas que deben hacerse en nuestras Antillas(1863).
El 1850 fou una de les persones claus del començament del Diario de Villanueva y Geltrú; era oncle de Josep Pers i Ricart, que ha passat a la història com el veritable fundador, sobre el qual tenia un ascendent reconegut, al que hi contribuïa la diferència d'edat, ja que tenia vint-i-sis anys més. Al Diari va escriure sobre temes d'ensenyament i de frenologia. A més, d'ésser-ne un inspirador, també hi contribuí econòmicament, atesa la seva bona situació. El 1852 fou un dels fundadors a Vilanova de la Societat Frenològica, que publicà la Revista Frenológica, que tingué dos anuys de vida, en al qual col·laborà.
El bienni 1855-1856 fou regidor i tinent d'alcalde de l'Ajuntament de Barcelona, de representació liberal, càrrec que repetí entre 1870 i 1872. Des del 1852 formà part de la Reial Acadèmia de Bones Lletres i de la Societat Econòmica d'Amics del País.
Igual que Víctor Balaguer, considerava, abans de la revolució de 1868, que el liberalisme afavoria el catalanisme. El 26 d'octubre de 1888 li fou dedicada una sessió literària a la Biblioteca Museu Balaguer, en la qual llegí l'elogi fúnebre Teodor Creus, i fou col·locat un retrat, l'únic que es coneix, a la rotonda del Museu. Va tenir cinc filles (Carolina, Teresa, Leonor, Leocàdia i Elvira), que després de la seva mort, complint la voluntat del difunt, van fer donació a la Biblioteca Museu Balaguer de totes les seves obres, algunes d'inèdites, dels manuscrits i d'altres documents i objectes.
Una de les filles, Leonor Pers i Girandon, es va casar amb el marquès de Magaz; un fill del matrimoni, Antonio Magaz i Pers, fou almirall de l'Armada, ambaixador d'Espanya al Vaticà i ministre de Marina i vicepresident en el primer Directori militar després del cop d'estat del general Primo de Rivera, el setembre de 1923.

## Obra
- Arte de sastreria (1836)
- El nuevo Figaro: coleccion de artículos selectos y delicados para abrir los ojos al que los tenga cerrados (1838)
- El arte de hacer versos (1842)
- Emancipación poética...(1845)
- Cartilla de la ciencia poética al alcance de todos (1848)
  - Manual de frenología al alcance de todos...(1849)
- Gramàtica catalana-castellana...adornada amb exemples de bons autors(1847)
- Bosquejo histórico de la lengua y literatura catalana...(1850)
- Nuevo sistema de gramática práctica (1851)
- Historia de la lengua i literatura catalana...(1857)
- El instructor de las clases jornaleras (1862)
- Lo Robo de Fills (1863)
- La isla de Cuba, o sea algunas consideraciones sobre las reformas políticas y económicas que deben hacerse en nuestras Antillas (1863)